# Équipe de Yougoslavie féminine de volley-ball

L'équipe de Yougoslavie féminine de volley-ball était composée des meilleures joueuses yougoslaves de volley-ball. À la suite de la disparition de la Yougoslavie, cette équipe n'existe plus depuis 1990, et l'équipe de République fédérale de Yougoslavie lui a succédé.

## Palmarès et parcours

### Palmarès
Médaille de bronze aux Championnats d'Europe 1951 à Paris (France)

### Parcours

#### Jeux Olympiques
| - 1964 : Non qualifié - 1968 : Non qualifié - 1972 : Non qualifié - 1976 : Non qualifié - 1980 : Non qualifié - 1984 : Non qualifié - 1988 : Non qualifié |

#### Championnats du monde
| - 1952 : Non qualifié - 1956 : Non qualifié - 1960 : Non qualifié - 1962 : Non qualifié - 1967 : Non qualifié - 1970 : Non qualifié - 1974 : Non qualifié - 1978 : Non qualifié - 1982 : Non qualifié - 1986 : Non qualifié |  | - 1990 : Non qualifié |

#### Championnat d'Europe
| - 1949 : Non qualifié - 1950 : Non qualifié - 1951 : 3e - 1955 : Non qualifié - 1958 : 7e - 1963 : 8e - 1967 : Non qualifié - 1971 : 14e - 1975 : 8e - 1977 : 9e |  | - 1979 : 10e - 1981 : 11e - 1983 : Non qualifié - 1985 : Non qualifié - 1987 : Non qualifié - 1989 : 8e |

#### Coupe du monde
| - 1973 : Non qualifié - 1977 : Non qualifié - 1981 : Non qualifié - 1985 : Non qualifié - 1989 : Non qualifié |